# 12372 Kagesuke
12372 Kagesuke eller 1994 JF är en asteroid i huvudbältet som upptäcktes den 6 maj 1994 av den japanska astronomen Takao Kobayashi vid Ōizumi-observatoriet. Den är uppkallad efter Shibukawa Kagesuke.
Asteroiden har en diameter på ungefär 3 kilometer.